# Vangelis Mantzaris
Evangelos "Vangelis" Mantzaris (grego:Ευάγγελος "Βαγγέλης" Μάντζαρης) (Atenas, 16 de abril de 1990) é um basquetebolista profissional grego que atualmente joga na HEBA Basket e Euroliga pelo Olympiacos Pireu. O atleta possui 1,96m e atua na posição Armador. 